# Jezioro pluwialne
Jezioro pluwialne – rodzaj jeziora powstałego w czasie pluwiału wskutek zwiększonych opadów atmosferycznych. Obecnie większość jezior pluwialnych zanikła lub po znacznym zmniejszeniu powierzchni stanowią jeziora reliktowe.